# 香港基督教循道衛理聯合教會

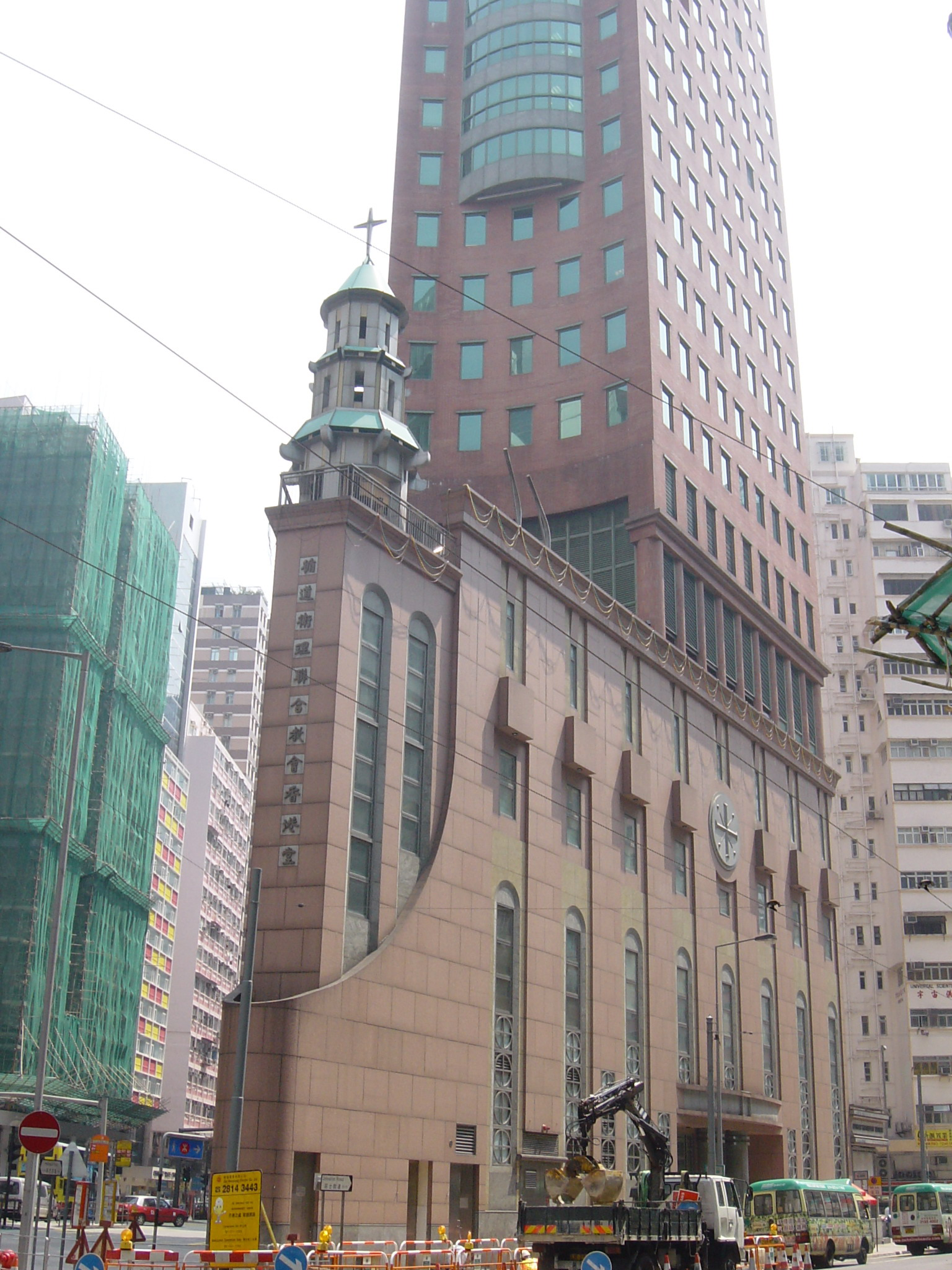
循道衞理聯合教會香港堂

香港基督教循道衞理聯合教會（英語：The Methodist Church, Hong Kong）是香港其中一個大型基督教宗派，1975年由香港循道公會及香港衞理公會兩個同一宗派循道宗的教會聯合而成，致力於結合宣教牧養、社會服務及教育服務是聯合教會的願景和理想。
香港循道公會是由前中華循道公會華南教區發展出來的宗派，屬于大英循道会差会；香港衞理公會是由美國衞理公會於1950年代在香港成立的教會。

## 歷史

### 香港循道公會
循道宗在香港的歷史可追溯至1843年，當時已有英國循道公會會友開辦香港第一個循道班會。
1851年1月31日，大英循道会差会(Wesleyan Methodist Missionary Society)俾士牧師（Rev. George Piercy, 1829–1913）為了回應向中國人傳福音的情况，以義務教士身份自費來到香港，同年12月前往廣州傳教，並建立該會在華的第一座教堂。該會來華初期，主要在廣州及武漢三鎮附近發展。1882年，有11位從廣州及佛山來港的循道會信徒，發覺當時香港地區沒有華人循道會堂，於是聯名要求廣州教區年議會，獲得批准，協助建立教會，在香港成立循道會教會，同年在威靈頓街 119 號租地方設立學塾。1884 年改作福音堂，名為「惠師禮會」(1914 年改名中華循道公會)。後來，香港發展成為華南教區轄下七個聯區之一。1893年，英國循道公會又在港島馬己仙峽建立英語循道會，為循道衛理宗在香港之第一間堂會。1906年鴨巴甸街建立會堂，1916年，再遷至堅道。至1936年，香港堂落成。1949年，中華人民共和國成立，政治形勢的變化，使香港循道公會脫離華南教區，獨立發展。

### 香港衛理公會
1847年4月5日，美國美以美會派遣柯林（J. D. Collins） 在中國福建省福州展開宣教工作，是美國衛理公會在華宣教的起點。到了1950年代，國內來港之衛理公會信徒日增，於1953年成立北角衛理堂，1955年成立衛理公會香港宣教區。美國衛理公會又於1968年與聯合同寅會（Evangelical United Brethren Church）聯合成「聯合衛理公會」（United Methodist Church）。1972年香港衛理公會正式成為自治的教會。

### 聯合
由於宗派背景相同的關係，循道、衛理公會在1950年代開始，在各自發展之餘，亦已謀求事工的合作。1970年1月，兩會通過聯合草案，並成立委員會研究聯合步驟。1975年，循道公會及衛理公會正式聯合，成為「香港基督教循道衛理聯合教會」。1983年12月獲立法局通過成為立案法團，前循道公會及前衛理公會名下之物業交由聯合教會管轄。

## 架構

### 總議會
總議會是聯合教會的最高決策機構，由牧師部及代表部組成。1983年12月獲立法局通過成為立案法團，前循道公會及前衛理公會名下之物業全由總議會管轄。同時，總議會乃調派總議會教牧人員（包括「總議會屬管牧師」、「總議會會吏」及「總議會宣教師」）的最高權責機構。會長由總議會屬管牧師擔任，副會長由平信徒出任，於就任前一年之週年代表部會議中投票選出。會長及副會長任期三年，能夠連任一次。本屆（2024–2027）會長為林津牧師，副會長為曾立基先生。總議會之下設四個部門，分別是宣教牧養部、學校教育部、社會服務部及信徒培訓部。總議會休會期間由常務委員會執行會務。

#### 歷任總議會會長
- 黃作 牧師（首任會長，1975–1982）；
- 梁林開 牧師（1982–1988）；
- 李炳光 牧師（1988–1994）；
- 梁林開 牧師（1994–1997）；
- 李炳光 牧師（1997–2003）；
- 李鼎新 牧師（2003–2006）；
- 盧龍光 牧師（2006–2012）；
- 袁天佑 牧師（2012–2015）；
- 林崇智 牧師（2015–2021）；
- 林津 牧師（2021–現在）

#### 歷任總議會副會長
- 俞約翰先生（首任副會長，1975–1982）；
- 黃炳禮先生（1982–1988）;
- 林和甫先生（1988–1991）;
- 陳崇一醫生（1991–1994）;
- 陳升惕先生（1994–2000）;
- 吳思源先生（2000–2006）;
- 陳升惕先生（2006–2012）;
- 吳思源先生（2012–2018）;
- 陳崇一醫生（2018–2024）;
- 曾立基先生（2024-現在）

#### 歷任總議會書記
李炳光牧師、盧龍光牧師

#### 總議會屬下三個事工部門現任部長
- 宣教牧養部部長：張國良 牧師
- 學校教育部部長：余恩明 牧師
- 社會服務部部長：王澤堂 牧師

### 聯區
香港基督教循道衛理聯合教會有四個聯區，即香港聯區、九龍東聯區、九龍西聯區及國際禮拜堂聯區。香港聯區由香港島的堂會及佈道所組成，九龍東聯區由九龍東與新界東區的堂會及佈道所組成，九龍西聯區由九龍西與新界西區的堂會及佈道所組成；國際禮拜堂聯區以國際禮拜堂組成。

#### 四個聯區之現任聯區長
- 香港聯區聯區長：余勝意 牧師
- 九龍東聯區聯區長：杜敏玲 牧師
- 九龍西聯區聯區長：何慧儀 牧師
- 國際禮拜堂聯區聯區長：范爾敦 牧師（Rev Eden Fletcher）

## 信仰立場

### 教義
1. 本會認定並珍惜本身在基督的身體——普世教會——中的地位。
2. 本會相信獨一上帝：就是眾人的父；我們的主、救主、耶穌基督；亦努力追隨聖靈的引領。
3. 本會相信聖經為信仰唯一的權威，並奉行一次聖洗。
4. 本會相信凡屬「信徒皆有祭司職分」的教義，而信徒皆受託在世界與上帝作同工，藉宣道與服務，見證祂的慈愛和公義。
5. 本會肯定接受歷史信條、更正教會、及衛斯理傳統的原則及教訓。
6. 本會以聖經的神聖啟示作信仰及行為的最高規範。

### 聖禮
1. 聖禮是內在靈性恩典的外在可見表徵。
2. 本會承認兩項聖禮，即聖洗禮及聖餐禮。此乃神聖之責任及永存之本分，凡屬本會教友皆有接受此兩聖禮之權利與義務。
3. 照本會習慣，成人與兒童皆可領受洗禮。凡未接受基督教洗禮者，應於接納其加入作成年教友之前或之時，為其施洗。

## 禮拜堂/佈道所（堂區）

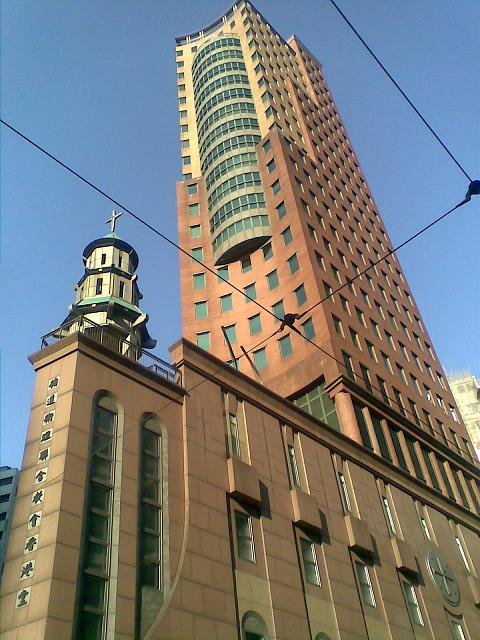
香港堂

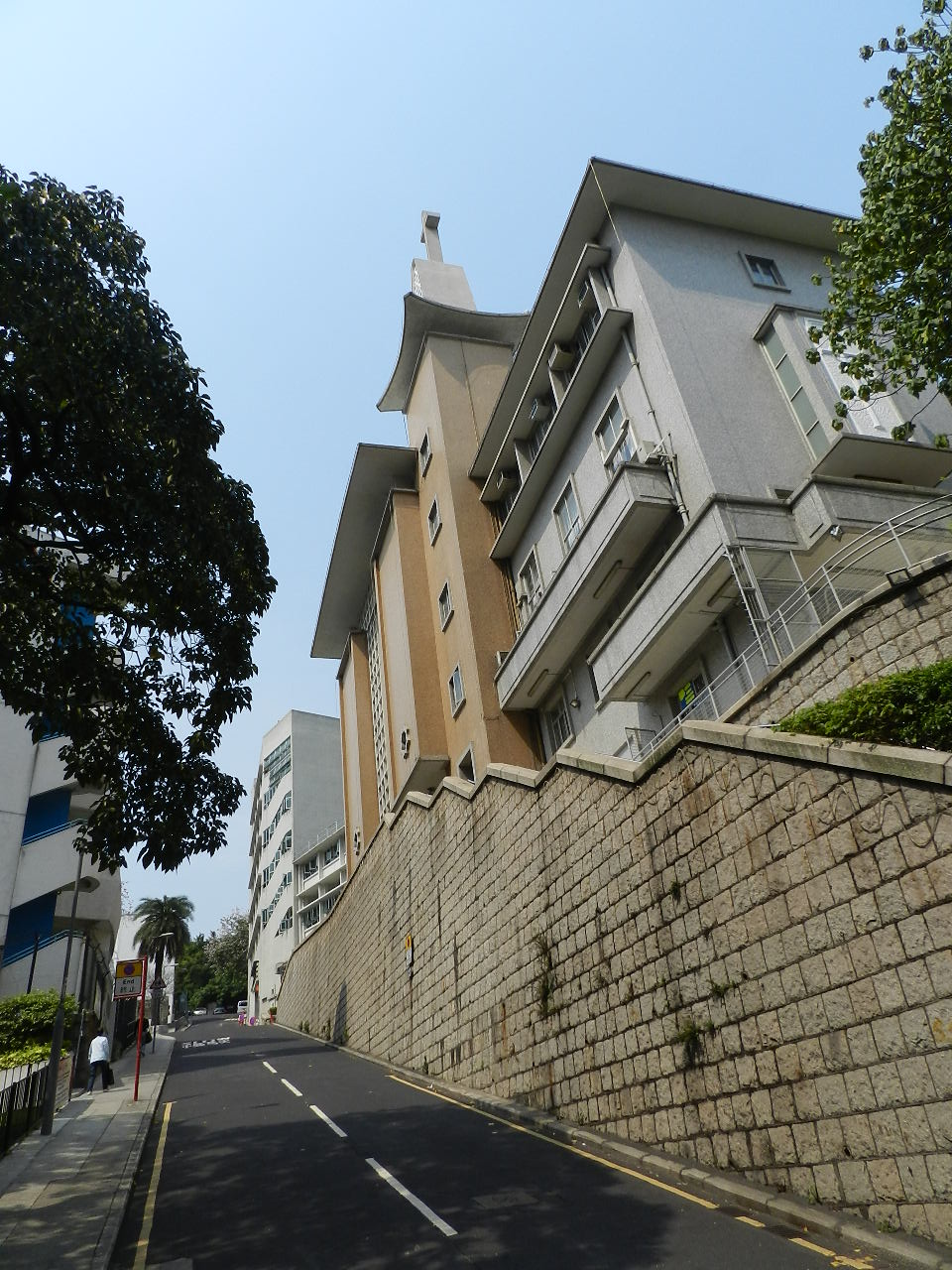
九龍堂

| - 鴨脷洲堂 - 禧恩堂 - 愛華村堂 - 香港堂 - 北角堂 （页面存档备份，存于） - 北角衛理堂 - 救主堂 - 筲箕灣堂 - 亞斯理堂 - 信望堂 - 主恩堂 - 九龍堂 - 麗瑤堂 - 大埔堂 - 天水圍堂 | - 觀塘堂 - 神愛堂 - 藍田堂 - 馬鞍山堂 - 沙田堂 - 將軍澳堂 - 安素堂 - 廣源堂 - 鯉魚門堂 - 國際禮拜堂 - 澳門循道衛理聯合教會 |

## 衞理園 Methodist Retreat Centre
衛理園於一九六七年啟用，一直以培育信徒靈命為使命。近年因應信徒對退修場地的渴求，循道衛理聯合教會特意將衛理園重新發展為以退修為重的優質營舍，備有良好設施和優美環境，期望衛理園能成為一個祝福信徒的場地。衛理園亦為家庭及團契休閒渡假，遊覽大嶼山不同景點之理想基地！

## 佈道團
循道衞理佈道團為循道衞理聯合教會專責佈道事工的組織，於2005年5月27日正式成立，隸屬牧師部，主動或接受邀請，策劃、支援、協助循道衞理聯合教會各堂所、學校及社會服務單位的佈道工作或佈道聚會，亦接受本地或海外教會的邀請主領佈道聚會。
創辦人及首任團長為李炳光牧師。
- 循道衞理佈道團

## 教育
循道衞理聯合教會學校教育部為香港基督教循道衛理聯合教會下的一個部門，負責學校教育事務，屬下設有多所中小學及幼稚園幼兒園。
2002年起，香港基督教循道衛理聯合教會与天主教香港教區、香港聖公會教省站在同一陣線，反對教育統籌局（現時的教育局）的校本條例，拒絕為其所辦學校，成立法團校董會。

### 幼稚園/幼兒園
- 亞斯理幼稚園
- 觀塘循道幼稚園
- 鯉魚門循道衛理幼稚園
- 筲箕灣循道衛理幼稚園
- 將軍澳循道衛理幼稚園
- 大埔循道衛理幼稚園
- 祖堯邨衛理幼稚園學前中心
- 愛華村堂幼稚園幼兒園
- 主恩堂幼稚園幼兒園
- 何文田循道衛理楊震幼兒學校
- 北角衛理堂幼稚園幼兒園
- 循道衛理田灣幼稚園幼兒園
- 循道衛理衛蘭幼稚園幼兒園
- 油麻地循道衛理楊震幼兒學校

### 小學

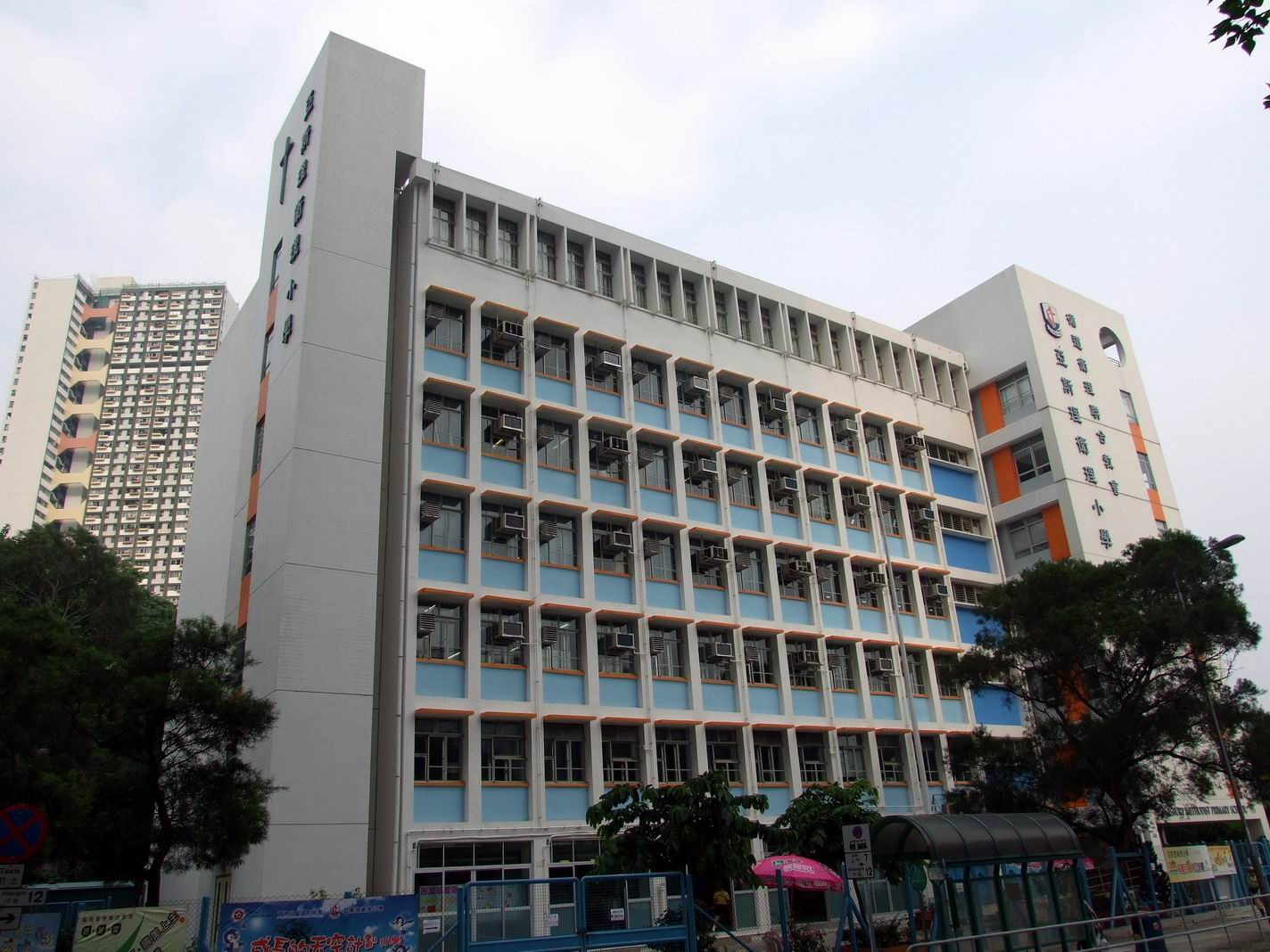
亞斯理衛理小學

| 校名               | 創校年份 | 校長       | 網站                        |
| ------------------ | -------- | ---------- | --------------------------- |
| 循道學校           | 1951     | 陳淑英女士 | 網站 （页面存档备份，存于） |
| 北角衛理小學       | 1959     | 黃侶詩女士 | 網站 （页面存档备份，存于） |
| 亞斯理衛理小學     | 1961     | 黃煒恆先生 | 網站 （页面存档备份，存于） |
| 北角循道學校       | 1964     | 鄭家明先生 | 網站 （页面存档备份，存于） |
| 沙田循道衛理小學   | 1989     | 朱敏娟女士 | 網站                        |
| 大埔循道衛理小學   | 1992     | 李綺瓊女士 | 網站 （页面存档备份，存于） |
| 藍田循道衛理小學   | 1996     | 梁麗琪女士 | 網站 （页面存档备份，存于） |
| 天水圍循道衛理小學 | 1999     | 蘇炳輝先生 | 網站 （页面存档备份，存于） |
| 馬鞍山循道衛理小學 | 2000     | 許綺珊女士 | 網站 （页面存档备份，存于） |
| 將軍澳循道衛理小學 | 2004     | 林德育先生 | 網站 （页面存档备份，存于） |
| 丹拿山循道學校     | 2010     | 徐婉碧女士 | 網站 （页面存档备份，存于） |

### 中學
| 校名                       | 創校年份                          | 圖片 | 校長        | 網站                        |
| -------------------------- | --------------------------------- | ---- | ----------- | --------------------------- |
| 華英中學                   | 1913（佛山創校） 1971（香港復校） |      | 尹志華博士  | 網站 （页面存档备份，存于） |
| 循道中學                   | 1958                              |      | 黃佩儀女士  | 網站                        |
| 衛理中學                   | 1977                              |      | 藍正思先生  | 網站 （页面存档备份，存于） |
| 循道衞理聯合教會李惠利中學 | 1977                              |      | 束濟良先生  | 網站 （页面存档备份，存于） |
| 葵涌循道中學               | 1978                              |      | 呂光耀 先生 | 網站 （页面存档备份，存于） |
| 沙田循道衛理中學           | 1983                              |      | 張翠儀女士  | 網站 （页面存档备份，存于） |
| 炮台山循道衛理中學         | 1995                              |      | 沈立平先生  | 網站 （页面存档备份，存于） |
| 天水圍循道衛理中學         | 2001                              |      | 黃秀蓮女士  | 網站 （页面存档备份，存于） |

### 已停辦屬校
香港基督教循道衞理聯合教會曾經創辦過16所現已停辦的學校，下列為有關學校名單：
| 校名                   | 創校年份 | 停辦年份 | 備註                                                                                   |
| ---------------------- | -------- | -------- | -------------------------------------------------------------------------------------- |
| 祖堯邨衞理幼稚園       | 1979年   | 2008年   |                                                                                        |
| 愛華村循道幼稚園       | 1964年   | 1993年   | 香港基督教循道衞理聯合教會於1993年在柴灣重新創立循道衞理聯合教會愛華村堂幼稚園延續辦學 |
| 信望堂幼稚園           | 1966年   | 1989年   |                                                                                        |
| 神愛堂（中興樓）幼稚園 | 1968年   | 1987年   | 原址位於觀塘仁信里中興樓                                                               |
| 神愛堂（翠屏道）幼稚園 | 1986年   | 2005年   | 為繼承神愛堂（中興樓）幼稚園辦學之屬校，原址位於觀塘翠屏邨翠榕樓地下                   |
| 安素堂幼稚園           | 1968年   | 1992年   |                                                                                        |
| 救世主幼稚園           | 1968年   | 1998年   |                                                                                        |
| 藍田循道幼稚園         | 1974年   | 1991年   |                                                                                        |
| 循道衞理衞蘭幼兒園     | 1992年   | 2007年   | 原址位於灣仔軒尼詩道22號2樓                                                            |
| 中國兒童書院           | 1997年   | 2003年   | 本為私立小學暨幼稚園，1997年轉交香港基督教循道衛理聯合教會香港堂主理                   |
| 官塘循道學校           | 1959年   | 1990年   | 1989年至1990年間遷址沙田，並易名為沙田循道衛理小學                                     |
| 李鄭屋衞理小學         | 1960年   | 1970年   | 位於李鄭屋邨2座的天台學校                                                              |
| 黃大仙衞理小學         | 1960年   | 1970年   |                                                                                        |
| 橫頭磡循道學校         | 1964年   | 1984年   | 位於橫頭磡邨19座地下                                                                   |
| 藍田循道小學           | 1968年   | 1996年   | 因藍田邨清拆而遷至現址，並易名為藍田循道衛理小學                                       |
| 衛理公會羅愛徒會督小學 | 1972年   | 1992年   | 1992年遷址大埔，並易名為大埔循道衛理小學                                               |

## 屬下社會服務機構

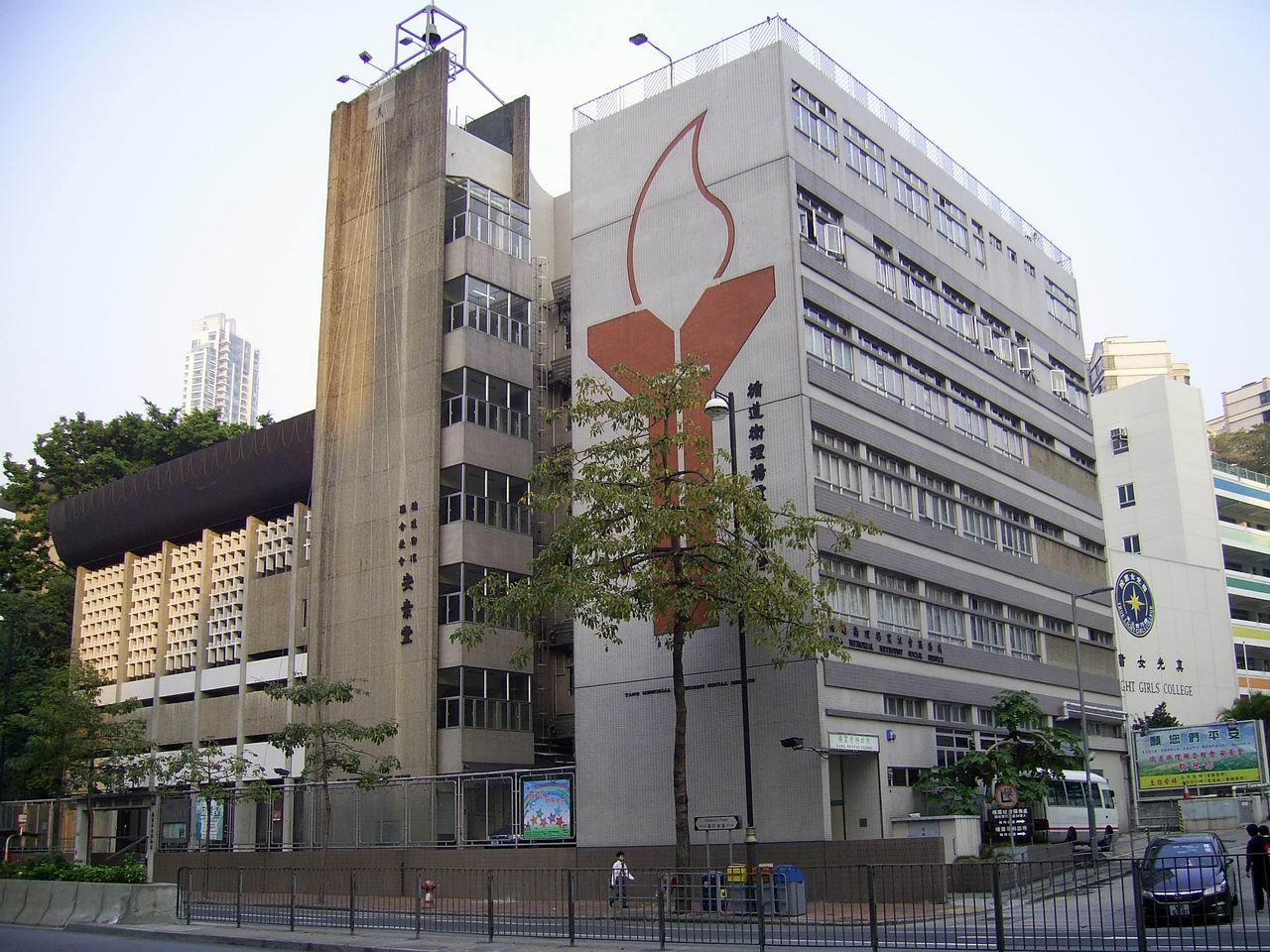
與安素堂毗連的循道衛理楊震社會服務處

### 社會服務機構
- 循道衛理亞斯理社會服務處 （页面存档备份，存于）
- 循道愛華村服務中心 （页面存档备份，存于）
- 循道衛理觀塘社會服務處 （页面存档备份，存于）
- 循道衛理中心 （页面存档备份，存于）
- 循道衛理楊震社會服務處 （页面存档备份，存于）

### 牙科診所
於油麻地及旺角分別設有楊震牙科診所；
於大窩口設有亞斯理牙科診所

## 另見
- 聯合衛理公會
- 義務教士

## 註腳
1. ↑  https://www.facebook.com/pg/%E8%A1%9E%E7%90%86%E5%9C%92-Methodist-Retreat-Centre-%E8%A1%9B%E7%90%86%E5%9C%92-458710954253796/about/?ref=page_internal
2. ↑  聖公會支持上訴「正義會在我們這邊」 （页面存档备份，存于） - 明報 (新浪網轉載) 2006年11月23日, 2008年6月3日 索取
3. ↑  循道衛理聯合教會對《教育修訂條例》的回應 的存檔，存档日期2011-07-24. - 香港聖公會教省2004年7月11日
4. ↑  香港基督教循道衞理聯合教會. . 2024  [2024-05-31]. 原始内容存档于2024-05-31.

## 外部連結
- 香港基督教循道衛理聯合教會網頁 （页面存档备份，存于）